# Romper el círculo
Romper el círculo (It Ends with Us en inglés) es una película de drama romántico estadounidense de 2024 dirigida por Justin Baldoni a partir de un guion de Christy Hall, basado en la novela de 2016 de Colleen Hoover. La película está protagonizada por Blake Lively junto a Justin Baldoni, Brandon Sklenar, Jenny Slate y Hasan Minhaj. 
It Ends with Us tuvo su estreno mundial en AMC Lincoln Square en la ciudad de Nueva York el 6 de agosto de 2024 y fue lanzada por Sony Pictures Releasing en todo Estados Unidos el 9 de agosto. La película recibió críticas mixtas, pero fue un éxito de taquilla, recaudando 351,4 millones de dólares en todo el mundo frente a un presupuesto de producción de 25 millones de dólares.

## Argumento
Lily Bloom visita su ciudad natal de Plethora, Maine, para pronunciar un panegírico en el funeral de su padre. En el podio, dice que enumerará cinco de sus cosas favoritas sobre él y luego se queda en silencio durante varios segundos antes de marcharse.
De regreso a su hogar en Boston, se prepara para abrir su propia floristería. Mientras está sentada en la azotea de un complejo de apartamentos, conoce al neurocirujano Ryle Kincaid, que vive en el piso superior. Se sienten mutuamente atraídos, pero su encuentro se interrumpe cuando él tiene que irse para una cirugía de emergencia.
Mientras renueva el edificio que se convertirá en su tienda, Lily conoce a Alysa y acepta su oferta de trabajar para ella. Más tarde se entera de que Alysa es la hermana de Ryle.
En la fiesta de cumpleaños de Alysa, Ryle le dice a Lily que no ha podido dejar de pensar en ella. Se besan, pero Lily lo detiene, diciendo que él solo está interesado en aventuras casuales, pero que ella quiere una relación seria. Pasa la noche en su apartamento sin tener relaciones sexuales. A la mañana siguiente, acepta salir con él. Lo lleva a conocer a su madre, Jenny, en un nuevo restaurante, Root. Descubre que el dueño y jefe de cocina es su novio de la secundaria, Atlas Corrigan.
Una mañana, Ryle se quema la mano mientras le prepara el desayuno. Cuando Lily intenta ayudar, él la abofetea. Se disculpa e insiste en que fue un accidente. Lily lleva a Ryle, Alysa y al esposo de Alysa, Marshall, a Root. Al notar el ojo amoratado de Lily y la mano vendada de Ryle, Atlas la confronta en el baño y le implora que lo deje. Al encontrarlos juntos, Ryle asume lo peor; estalla un altercado físico, que culmina con Atlas expulsando a Ryle.
Atlas visita la tienda de Lily para disculparse y le da su número de teléfono por si alguna vez lo necesita. Lily le revela a Ryle que su padre abusaba físicamente de su madre. Más tarde, Alysa da a luz a su hija con Marshall; mientras la visita en el hospital, Ryle le pide a Lily que se case con él, lo que ella acepta. Ryle finalmente encuentra el número de Atlas y sale furioso del apartamento. En la discusión que sigue, la empuja por las escaleras, aunque luego afirma que se cayó accidentalmente y que él trató de atraparla.
Root aparece en una revista local, incluida una entrevista en la que Atlas dice que nombró el restaurante en honor a Lily. En un ataque de celos, Ryle intenta violarla. Ella escapa y busca a Atlas en su restaurante. Él la lleva al hospital, donde descubre que está embarazada. Se queda con Atlas durante unos días, durante los cuales él admite que todavía la ama. Cuando Lily se sincera con Alysa sobre el trato que Ryle le da, Alysa le confía que, cuando era niña, Ryle disparó y mató accidentalmente a su hermano mayor, Emerson. El trauma no resuelto se manifiesta en ataques de ira. Ella insiste en que Lily no acepte volver con Ryle.
Lily se muda, pero Ryle le ruega que regrese y le promete que buscará ayuda psiquiátrica y no continuará con el abuso. Más tarde, Lily da a luz a una hija, a la que llaman Emerson. Poco después de dar a luz, Lily le dice a Ryle que quiere el divorcio; él está de acuerdo después de que ella le pregunte cómo reaccionaría si su hija estuviera siendo abusada por su pareja. Ella espera haber terminado el ciclo de abuso en su familia y le dice a su hija: "Se acaba con nosotros".
Algún tiempo después, Lily y su madre llevan a Emerson a visitar la tumba del padre de Lily, donde Lily deja la lista en blanco para su panegírico. Más tarde, Lily se encuentra con Atlas en un mercado de agricultores, hablan brevemente y cuando Atlas le pregunta, Lily responde que ya no está con Ryle. Se sonríen el uno al otro.

## Elenco
- Blake Lively como Lily Bloom
  - Isabela Ferrer como la joven Lily
- Justin Baldoni como Ryle Kincaid
- Brandon Sklenar como Atlas Corrigan
  - Alex Neustaedter como el joven Atlas
- Jenny Slate como Allysa Kincaid
- Hasan Minhaj como Marshall
- Amy Morton [4] como Jenny Bloom
- Kevin McKidd [5] como Andrew Bloom

## Producción

### Desarrollo y casting
En julio de 2019, Justin Baldoni adquirió los derechos de la novela para una adaptación cinematográfica, que se producirá a través de su compañía Wayfarer Studios .  En enero de 2023, Blake Lively fue elegida para el papel de Lily Bloom. Baldoni, que interpreta a Ryle Kincaid, también firmó como director con Christy Hall adaptando el guion.   En abril de 2023, Brandon Sklenar fue elegido para interpretar el papel de Atlas. 

### Rodaje
La fotografía principal comenzó en Hoboken, Nueva Jersey, en Field Colony, un espacio de trabajo y galería de arte, el 5 de mayo de 2023.  Más tarde, ese mismo mes, se anunció que Hasan Minhaj se había unido al elenco.  El mes siguiente, la producción tuvo que pausarse temporalmente debido a la huelga de la WGA de 2023.  Poco más de la mitad de la película se había completado cuando se interrumpió la producción.  La producción todavía estaba suspendida cuando comenzó la huelga SAG-AFTRA 2023 el 14 de julio de 2023.  El rodaje se reanudó en el barrio de Newport de Jersey City, Nueva Jersey, el 5 de enero de 2024.   Ese mismo mes, Isabela Ferrer y Alex Neustaedter se unieron al elenco como las versiones más jóvenes de Lily y Atlas, respectivamente. 

### Música
Rob Simonsen y Duncan Blickenstaff compusieron la banda sonora de la película. Madison Gate Records lanzó la banda sonora, coincidiendo con la fecha de estreno de la película. 

### Supuesto conflicto entre Lively y Baldoni
Fuentes dijeron a The Hollywood Reporter que se formó un supuesto conflicto entre Lively y Baldoni durante la postproducción después de que la película se sometió a una semana de nuevas filmaciones y Lively encargó un segundo corte de la película al editor Shane Reid. Reid había trabajado previamente en Deadpool & Wolverine (2024), protagonizada por el esposo de Lively, Ryan Reynolds, y en el video musical de Taylor Swift dirigido por Lively, " I Bet You Think About Me ". La edición utilizada en los cines, supuestamente la versión que Lively prefería, fue acreditada a Oona Flaherty y Robb Sullivan. Además, la publicación confirmó que Reynolds escribió "una gran parte" del diálogo para una escena ambientada en un balcón, supuestamente en abril de 2023 antes de la huelga del WGA, algo de lo que no se le informó a Baldoni.  Las especulaciones sobre la supuesta ruptura crecieron en plataformas como TikTok (donde el libro fue enormemente popular en la subcomunidad " BookTok ") en videos que señalaron la ausencia de Baldoni de los eventos de prensa conjuntos. En agosto de 2024, Baldoni contrató a un gerente de crisis de relaciones públicas. Fuentes confirmaron a Variety que si bien no "articularon ninguna transgresión legítima de ninguna de las partes", "la mala sangre entre los dos es muy real y la relación puede no ser salvable".

## Marketing
Durante su gira promocional de la película, Lively recibió críticas de los usuarios de las redes sociales que la acusaron de ser "sorda al tono" por mostrar una actitud "humorística y desenfadada" y no abordar explícitamente la experiencia de violencia y abuso doméstico de su personaje. Los usuarios también criticaron a Lively por promocionar su nueva línea de cuidado del cabello, así como su marca de bebidas, durante la gira de prensa y por alentar a los espectadores a usar ropa floreada, lo que algunos consideraron insensible al mensaje de la película en torno a la violencia doméstica. Tras las críticas, Lively publicó en sus historias de Instagram un mensaje de apoyo a las víctimas de violencia de pareja y compartió un enlace a la Línea Nacional de Atención sobre Violencia Doméstica .    Bridgette Stumpf de The Hollywood Reporter escribió sobre el tema: "Al pasar por alto el contenido de violencia doméstica en la publicidad de la película y al no brindar ninguna advertencia sobre el contenido antes del comienzo de la película, It Ends With Us en última instancia falla a las sobrevivientes por las que se supone debe defender". 

## Estreno
It Ends with Us se estrenó en AMC Lincoln Square en la ciudad de Nueva York el 6 de agosto de 2024.  La película originalmente estaba prevista su estreno en cines en Estados Unidos el 9 de febrero de 2024,  y el 21 de junio de 2024,  pero la fecha de estreno se retrasó al 9 de agosto de 2024.  Se estrenó anteriormente, el 7 de agosto, en Bélgica,  Finlandia,  Filipinas,  y Suecia. 

## Recepción

### Taquillas
Al 1 de diciembre de 2024, It Ends with Us ha recaudado $148,5 millones en los Estados Unidos y Canadá, y $202,9 millones en otros territorios, para un total mundial de $351,4 millones. Variety dijo que la película generaría al menos $25–30 millones en ganancias para Sony y Wayfarer Studios de Baldoni, y una fuente de la industria "[calculó] esa cifra en el doble", sin tener en cuenta las bonificaciones de taquilla para Baldoni y Lively.
En Estados Unidos y Canadá, It Ends with Us se estrenó junto con Borderlands y Cuckoo, y se proyectó que recaudaría entre 23 y 30 millones de dólares en su primer fin de semana, con algunas estimaciones que llegaban hasta los 40 o 50 millones de dólares.  La película recaudó 24 millones de dólares en su primer día, incluidos unos 7 millones de dólares obtenidos durante la noche de preestreno del jueves. La película debutó con 50 millones de dólares y terminó segunda, detrás de Deadpool & Wolverine, pero se convirtió en la número uno en los fines de semana siguientes. Fue la primera vez desde 1990 que dos películas protagonizadas por separado por una pareja casada de Hollywood (en este caso, la estrella de It Ends with Us Blake Lively y la estrella de Deadpool & Wolverine Ryan Reynolds ) ocuparon los puestos número uno y dos en la taquilla simultáneamente, y la primera vez que dos películas recaudaron al menos $50 millones en el mismo fin de semana en el mes de agosto.  La película superó los 100 millones de dólares en Estados Unidos el 19 de agosto, después de once días en los cines.

### Respuesta crítica
La recepción de la película por parte de los críticos fue mixta, pero el público respondió positivamente.    On the     El consenso del sitio web dice: "Interpretada con seriedad aunque empañada por un diálogo torpe, It Ends with Us es sorprendentemente más elegante al manejar los elementos más provocativos de su material original melodramático".  Metacritic     Los espectadores encuestados por CinemaScore le dieron a la película una calificación promedio de "A–" en una escala de A+ a F, mientras que los encuestados por PostTrak le dieron un puntaje positivo del 85%, y el 69% dijo que definitivamente la recomendaría.
Wendy Ide de The Observer le dio a la película 3 de 5 estrellas, escribiendo: "Para una película que sumerge su dedo del pie vestido de Manolo en las turbias aguas del abuso doméstico, es inesperadamente aspiracional, casi espumoso en tono".  Johanna Schneller ' The Globe and Mail elogió la actuación de Lively, escribiendo: "Más allá de clavar el tono exacto de cabello castaño rojizo de Lily, su vestido funky/sexy y su cuaderno de visión lleno de flores, también transmite su luminosidad y fuerza, y te recuerda lo placentero que puede ser ver un thriller romántico".  Kevin Maher de The Times le dio 4 de 5 estrellas, llamándola "una adaptación brillante, a veces telenovela pero siempre convincente". 
Hannah Giorgis de The Atlantic fue más crítica y escribió: "Para los jóvenes que se han acostumbrado a la miseria de la vida moderna, hay una premisa seductora en estas novelas: el sufrimiento implacable puede dar paso a la libertad (y al sexo apasionado) si las mujeres lo desean lo suficiente. En la pantalla, interpretada por personas reales, no es tan convincente".  La crítica ' Sydney Morning Herald, Sandra Hall, le dio a la película dos estrellas y media de cinco, diciendo que estaba "llena de clichés eróticos superpuestos con una banda sonora continua de éxitos pop que incluye canciones de Taylor Swift y Lana Del Rey ", y calificó el diálogo de "risible". 

## Posible secuela
En agosto de 2024, tras el estreno de la película, el director Justin Baldoni reconoció el potencial de una adaptación cinematográfica de la novela secuela It Starts with Us . Sin embargo, más tarde declaró que no volvería a desempeñar su papel de director, sugiriendo que Blake Lively dirigiera la película en su lugar.   Wayfarer Studios de Baldoni posee los derechos de It Ends with Us y It Starts with Us después de adquirirlos en 2019.